# Montserrat Calleja Gómez
Montserrat Calleja Gómez (Ourense, 1973) és una física espanyola investigadora del Laboratori de Bionanomecànica de l'Institut de Micro i Nanotecnologia (abans de Microelectrònica) de Madrid del Consell Superior d'Investigacions Científiques (CSIC). És coinventora de més de deu patents. Va liderar el projecte NANOFORCELLS (2015-2017), subvencionat pel Consell Europeu d'Investigació, per al desenvolupament d'instrumental per a l'estudi de les propietats mecàniques de les cèl·lules, amb l'objectiu de distingir les cèl·lules normals i les canceroses a partir de les seves propietats físiques. És cofundadora de l'empresa Mecwins, pionera en la comercialització de biosensors nanomecànics que el juliol de 2021 va subscriure un acord amb els inversors CRB BIO II, Masela Inversiones i Progenika-Grífols per reforçar el seu equip de recerca i dur a terme nous estudis clínics que provin la capacitat diagnòstica de la tecnologia desenvolupada per Mecwins. Calleja és membre del Comitè Executiu de la xarxa del CSIC «Conexión-Nanomedicina», establerta l'octubre de 2021 per impulsar l'aplicació de la nanotecnologia a la medicina promovent la connexió entre els grups de recerca per «compartir coneixement, millorar la competitivitat i fomentar la formació en nanomedicina».
L'any 2021 va rebre el premi Miguel Catalán de la Comunitat de Madrid per a investigadors menors de quaranta anys.